# Thiazol
Thiazol (1,3-thiazol) patří mezi cyklické deriváty uhlovodíků, jeho kruh obsahuje dva heteroatomy: dusík (N) a síru (S).
Jako mnohé jiné heterocykly je součástí složitých struktur v živočišných či rostlinných organismech. Podílejí se na stavbě sacharidů, nukleových kyselin, aminokyselin či vitamínů.
Společně s pyrazolem a imidazolem patří mezi pětičlenné heterocykly se dvěma heteroatomy.

## Vlastnosti
Je to bezbarvá kapalina páchnoucí podobně jako pyridin. Významným derivátem je vitamin B1 neboli thiamin. Ten se podílí na metabolismu sacharidů, jeho nedostatek vede k trávicím a nervovým poruchám a k únavě. Úplná avitaminóza vede k nervové chorobě beri-beri.